# Le Monde de Joan
Le Monde de Joan (Joan of Arcadia) est une série télévisée américaine en 45 épisodes de 43 minutes, créée par Barbara Hall et diffusée entre le 26 septembre 2003 et le 22 avril 2005 sur le réseau CBS.
En France, la série a été diffusée à partir du 8 septembre 2004 sur 13ème rue et rediffusée à partir du 27 août 2005 sur TF1. Elle reste inédite dans les autres pays francophones.

## Synopsis
Cette série met en scène une adolescente de 16 ans, Joan (en référence à Jeanne d'Arc qui se traduit par Joan of Arc en anglais), qui voit et parle avec Dieu au travers de personnes aussi diverses que des enfants, des adolescents, des vieilles dames, des passants...
Dieu demande à Joan d'effectuer des tâches diverses, pouvant paraître insignifiantes ou absurdes, mais qui se révèlent être, la plupart du temps, positives par effet papillon.

## Distribution

### Acteurs principaux
- Amber Tamblyn (VF : Chantal Baroin) : Joan Girardi
- Joe Mantegna (VF : Hervé Jolly) : Will Girardi
- Mary Steenburgen (VF : Frédérique Tirmont) : Helen Girardi
- Jason Ritter (VF : Maël Davan-Soulas) : Kevin Girardi
- Michael Welch (VF : Donald Reignoux) : Luke Girardi
- Chris Marquette (VF : Kelyan Blanc) : Adam Rove
- Becky Wahlstrom (VF : Sauvane Delanoë) : Grace Polk

### Acteurs secondaires
- Erik Palladino (VF : Kris Bénard) : Lieutenant Michael Daghlian
- Wentworth Miller (VF : Sébastien Desjours) : Ryan Hunter
- Hilary Duff (VF : Noémie Orphelin) : Dylan Samuels[1]
- Sprague Grayden (VF : Laura Blanc) : Judith Montgomery[2]
- Andrew Ableson (VF : Vincent de Boüard) : Andy Rees
- Christopher Cousins : Tom Murphy[3] (saison 2)
- Louis Mustillo (en) (VF : Gérard Surugue) : Dieu, l'éboueur (Saison 1)
- Mike Starr (VF : Marc Alfos) : Dieu, Le Client (Saison 2)
- Ben Siegler (VF : Éric Missoffe) : Dr Rodney Hughes (Saison 1)

- Version française
Société de doublage : Dubbing Brothers[4]
Direction artistique : Martine Meiraghe[4]
Adaptation des dialogues : Myriam Mounard, Félice Seurin, Maryse Van Puybrouck et Alexa Donda[4]

 Source et légende : version française (VF) sur RS Doublage et Doublage Séries Database

## Production
Le casting débute en mars 2003 dans cet ordre : Joe Mantegna, Mary Steenburgen, Jason Ritter et Michael Welch.
Lors des Upfronts en mai 2003, CBS commande la série, qui sera diffusée les vendredis à 20 h.
La chanson d'ouverture est One of Us de Joan Osborne, sortie en 1995.
Devant le succès de la série, CBS commande une saison complète de 22 épisodes, fin octobre.
En mai 2004, CBS renouvelle la série pour une deuxième saison.
En mai 2005, la série est annulée.

## Épisodes

### Première saison (2003-2004)
1. Première rencontre (Pilot)
2. Cours intensif (The Fire & the Wood)
3. Jeu d'échecs (Touch Move)
4. Le Pied marin (The Boat)
5. Le Secret d'Hélène (Just Say No)
6. Esprit d'équipe (Bringeth It On)
7. Baby-sitting (Death Be Not Whatever)
8. À contrecœur (The Devil Made Me Do It)
9. Toute une histoire (St Joan)
10. Permis de conduire (Drive, He Said)
11. En dépit des apparences (The Uncertainty Principle)
12. Demain à la une (Jump)
13. Quand le chat n'est pas là (Recreation)
14. Un lycée sous surveillance (State of Grace)
15. Une nuit sans étoile (Night Without Stars)
16. Une amie sans toit (Double Dutch)
17. Les Dessous de Joan (No Bad Guy)
18. Les Douze Travaux de Joan (Requiem for a Third Grade Ashtray)
19. La Leçon de piano (Do the Math)
20. Photographe en herbe (Anonymous)
21. Miroir, mon beau miroir (Vanity, Thy Name Is Human)
22. Le Grand Saut (The Gift)
23. Silence (Silence)

### Deuxième saison (2004-2005)
Elle a été diffusée à partir du 24 septembre 2004.
1. Liés pour toujours (Only Connect)
2. Les Yeux ouverts (Out of Sight)
3. La Mauvaise Herbe (Back to the Garden)
4. Le Chat sauvage (The Cat)
5. Le Candidat (The Election)
6. Libres échanges (Wealth of Nations)
7. Les Films (P.O.V.)
8. Vendredi soir (Friday Night)
9. Le Doute (No Future)
10. La Célébration (The Book of Questions)
11. Le Plongeon (Dive)
12. La Règle du jeu (Game Theory)
13. Tous en scène (Queen of the Zombies)
14. Des hauts et des bas (The Rise & Fall of Joan Girardi)
15. Joan la romantique (Romancing the Joan)
16. Questions de choix (Independence Day)
17. Un lourd secret (Shadows & Light)
18. Un week-end enrichissant (Secret Service)
19. Coupable ou innocent ? (Trial and Error)
20. Nettoyage de printemps (Spring Cleaning)
21. Une nouvelle rencontre (Common Thread)
22. Mon Dieu, c'est fini ! (Something Wicked This Way Comes)